# ホールピペット

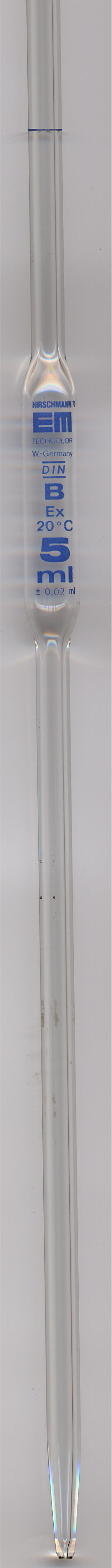
5 mLホールピペット

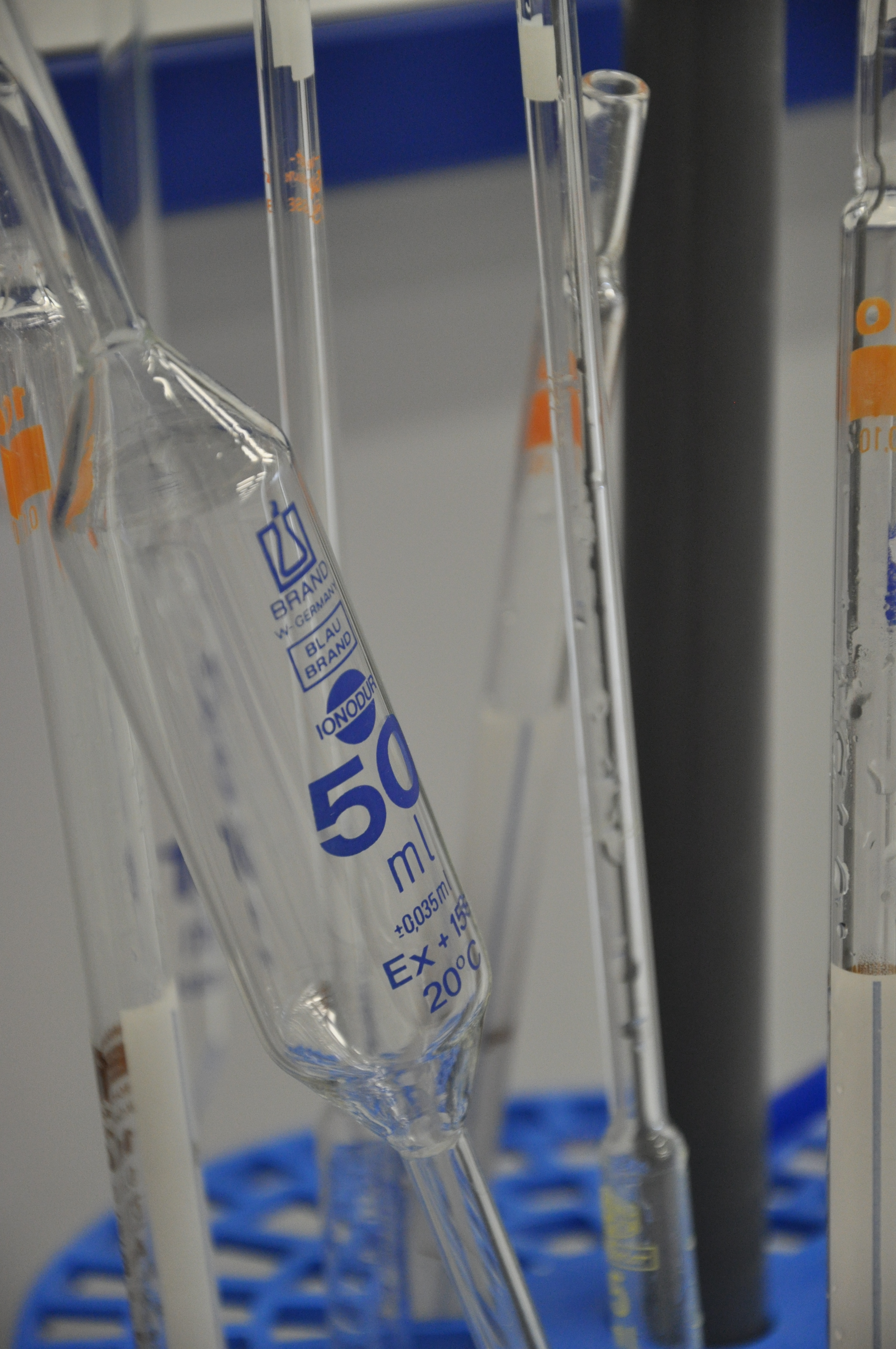
50 mLホールピペットの膨大部

ホールピペット（ドイツ語: Vollpipette、全量ピペット、全容ピペット）は実験器具の一つで、0.1 – 100ミリリットル (mL) 程度の一定体積の液体を正確に量り取るためのガラス管（ピペット）である。形状的な特徴として、管の中ほどに膨大部を有し、上部に1本の目盛線（標線）が引かれている。

## 形状
容量によって大きさは様々だが、外径 2 – 10ミリメートル (mm)、長さ 30 - 70センチメートル (cm) ほどのガラス管で、中央に外径 2 – 40 mm、長さ 1 – 15 cm ほどの膨大部を有する。

## 用途
一定体積を高い精度で量り取る。体積計のガラスピペットとしては他にメスピペットがあり、目盛りの数と精度が異なる。メスピペットは目盛りが多数振られていて汎用性が高いが、その精度はホールピペットに劣る。したがって、それほど精度を必要としない液体を量り取る場合に、メスシリンダーと同様に用いられる。一方ホールピペットの目盛りは標線1本のみであり、標線部の管径が細くなっているため、極めて精度が高い。したがって、標準溶液など高い精度が求められる液体を、メスフラスコ等に正確に量り取る場合に用いられる。

## 用法
先端を液体に浸け、標線の少し上まで吸い上げて用いる。吸い上げる方法としては、ストローで飲み物を飲む要領で液体を管内に吸いこむ方法が広く行われていたが、口で吸引する方法は試薬の誤飲を招く恐れがあるため、現在では安全ピペッターの使用が推奨されている。口やスポイトを外し、直ちに管の上端を指で押さえなおす。この後、ピペット先端の外側をキムワイプ等で拭うことはしない。ピペット先端を原液容器の内壁に付けてピペット外側の余分な液滴を擦り落とし、指と管の隙間から空気を入れたり止めたりして、液面のメニスカスの下面を標線の上縁か標線中央に合わせる。目的容器の内壁にピペットの先端を付け、指を放して液体を自然落下させる。先端内部に残った液は3秒間容器にあてがい、それでも残った残液は吹き出さずそのまま処分する。なお使用する際は共洗いが必要。。
ただし、日本メーカーの日本向け製品は計量法が改正された後もISOに準拠せず、旧計量器検定検査規則第721条5項に基づき、残液を吹き出して呼び容量になるように製造されている。よって、これを用いる場合は、スポイトで吹き出したり、上端を指で押さえて膨大部を手で温めたりして、残液を吹き出さなければならない。したがって、ホールピペット使用時は、それが旧計量法準拠品かISO準拠品か、メーカーは日本かその他の国か、表示を確かめ、残液を吹き出すか否かを判断してから使用する必要がある。なお、厳密な計量にはこのように細心の注意を払う必要があるが、液体の正確な計量にあっては、温度変化による液体の体積変化が最も大きな誤差要因である（特に有機溶媒）。したがって、室温の制御 (20 ℃) もできていない実験室で上述のような厳密な操作をしたところで、手技誤差は温度誤差に飲み込まれてしまうことには留意が必要である（特に標準を立てない容量分析など）。

## 保守
洗浄は、試料に応じた洗剤に浸漬した後、サイフォンの原理によるピペット洗浄器をもって水道水で繰り返しすすぎ、最後に精製水などですすいで、水をよく切って自然乾燥する。
欠け等の補修は、欠けた部分を折り捨て、バーナーで丸める。バーナーの熱が計量部分にかからないよう注意する。標線より下の計量部分が破損した場合は使い物にならないので、補修せず直ちに廃棄処分する。